# 여운기
 여운기(呂運琦, 1960년~)은 대한민국의 외무공무원이었으며 현재 한·아프리카재단 이사장이다.

## 생애
춘천고등학교와 한국외국어대학교를 졸업. 1979년 검찰직 공채합격으로 춘천지검, 서울지검북부지청 등에서 검찰공무원으로 공직생활을 시작. 1990년 제24회 외무고시에 합격하여 외교부 문화협력과, 2002년 월드컵유치위원회  파견(국제협력과장), 외교부 안보정책과, 국제연합과, 주싱가포르대사관, 주체코대사관, 외교안보연구원, 오스트리아 비엔나 유럽안보협력기구, 주카타르대사관, 주가나대사, 국립외교원 교수부장 등으로 근무했다.

## 학력
- 춘천고등학교
- 1989년 한국외국어대학교 독일어과 학사
- 1994년 더블린 대학교 대학원 정치경제학 석사

## 경력
- 1979년 검찰직 공채 합격
- 1980년 춘천지검, 서울지검북부지청
- 1990년 4월 제24회 외무고시 합격
- 1990년 11월 외무부
- 1994년 2002월드컵유치위원회 국제협력과장
- 1996년 6월 駐싱가포르 대사관 2등 서기관
- 1999년 7월 駐체코 대사관 1등 서기관
- 2002년 2월 외교부외교정책실(안보정책과,국제연합과)
- 2004년 3월 외교안보연구원 기획조사과장
- 2005년 8월 유럽안보형력기구OSCE 사무총장정무보좌관
- 2007년 2월 駐체코 대사관 참사관
- 2010년 6월 駐카타르 대사관 공사참사관
- 2013년 10월 외교부 아프리카중동국 심의관
- 2014년 10월~2017년 駐 가나 대사관 대사
- 2017년 4월 국립외교원 교수부장
- 2018년 6월 주 아일랜드 대사
- 2021년 3월 ~ : 제2대 한아프리카재단 이사장
- 2023년 1월 ~ 2024년 5월: 국회의장 직속 경제외교자문위원회 민간위원